# 성문사
성문사(省門寺)는 고구려 소수림왕 때 순도 스님을 맞이한 성문을 허물고 그 자리에 지은 고구려 최초의 사찰이다. 국경지역의 평화유지에 공감대를 형성하며 불교 교역을 통해 우의를 다졌던 시대적 배경이 있다.

## 사찰이 위치한 성곽과 관련한 고찰
최근 국내성의 위치에 관련한 연구들로 중국 지안시에 성곽은 국내성이 아닌 황성(皇城)이라는 연구가 있다. 1900년대 일본의 도리이 류조(Torii ryuzou)등 일본학자들이 지안시 성곽을 국내성으로 인식하였으나, 이 지안시 성곽은 4세기에 중반에 건축한 것이며 조선 시대 《동국여지승람》에서는 이 지역을 '황성평(皇城坪)'이라고 읽었기에 고국원왕과 장수왕 사이 100여년을 이 황성 시대라고 칭할만 하다는 평가가 존재한다.